# Sabanejewia bulgarica
Sabanejewia bulgarica es una especie de pez de la familia Cobitidae en el orden de los Cypriniformes.

## Morfología
Los machos pueden llegar alcanzar los 12 cm de longitud total.

## Hábitat
Vive en zonas de clima tropical entre 5 °C - 20 °C de temperatura.

## Distribución geográfica
Se encuentra en el Danubio.